# Daisuke Ono
Daisuke Ono (小野 大輔 Ono Daisuke?,  Sakawa, Kōchi, 4 de mayo de 1978) es un actor de voz y cantante japonés. Es conocido por su papeles de Itsuki Koizumi en Suzumiya Haruhi no Yūutsu, Shizuo Heiwajima en Durarara!!, Sebastian Michaelis en Kuroshitsuji, Akira Nikaido en Monochrome Factor, Erwin Smith en Shingeki no Kyojin, Jotaro Kujo en JoJo's Bizarre Adventure, Silver The Hedgehog en la franquicia Sonic The Hedgehog (en japonés) y Kuroh Yatogami en K-Project Ha ganado dos veces el premio en la 4.ª edición de los Seiyū Awards en la categoría de Mejor actor principal por su rol de Sebastian Michaelis, así como también el premio a "Mejor personalidad" en la novena edición. Otros papeles notables incluyen el de Hotsuma Renjou en Uragiri wa Boku no Namae o Shitteiru, Shintarō Midorima en Kuroko no Basket, Jyushimatsu Matsuno en Osomatsu-san y Shima Kaidō en Super Lovers.

## Biografía
Estuvo afiliado a Aoni Production. Durante su asistencia en la Escuela de Arte de la Universidad de Nihon, Ono trató de conseguir una carrera en la televisión. Sin embargo, su trabajo fue muy criticado por su profesor, y pronto se interesó en actuar. Decidió ser actor de voz y empezó con roles menores en series emitidas por la cadena Television Kanagawa. En 2006, su rol como Itsuki Koizumi en Suzumiya Haruhi no Yūutsu fue el papel que le catapultó y le hizo subir su popularidad considerablemente. Estuvo afiliado a Mausu Promotion hasta 2016. Tiene un programa de radio junto su colega Hiroshi Kamiya, llamado "Dear Girl Stories" que se ha transmitido desde 2007. Desde 2008, se ha presentado en el "Original Entertainment Paradise" que se lleva a cabo al final de cada año como uno de los anfitriones y líder. Los otros anfitriones son Showtaro Morikubo, Kenichi Suzumura y Takuma Terashima.

## Filmografía
Los papeles principales están en negrita

### Anime
2002
- Full Metal Panic! - Shota Sakamoto
- Lupin III: Episode 0 "First Contact"
- Weiß Kreuz Glühen

2003
- Ashita no Nadja - Massimo (ep 20)
- AVENGER
- D.C. ~Da Capo~ - Kuri Rix
- Full Metal Panic? Fumoffu - Shota Sakamoto
- Godannar - Sugiyama
- Hungry Heart: Wild Striker - Kikumoto Hajime
- Kimi ga Nozomu Eien - Hombre
- Mermaid Melody Pichi Pichi Pitch - Persona A en el Salón de ceremonia
- Planet Survival
- Onegai ☆ Twins - Hombre ligón (ep 1)
- R.O.D the TV - Editor jefe
- Rockman.EXE Axess - PrisMan.EXE
- Negima! - Albireo Imma
- Saiyuki Reload - Demonio (ep 18)
- Scrapped Princess - Kidaf Gillot el Silenciador
- Tsukihime - Presentador (ep 1), Compañero de clase A (ep 6), Empleado (ep 6), Cadáver (ep 10)

2004
- 2 × 2 = Shinobuden - Ninja #2
- Agatha Christie's Great Detectives Poirot and Marple - Harold Crackenthorpe (ep 23)
- Black Jack - Subordinado B
- Burst Angel - Estudiante C
- Elfen Lied - Padre de Kouta (ep 12)
- Futakoi - Juntaro Gonda
- Gakuen Alice - Hombre A (ep 1), Doctor (ep 14), Subordinado de Reo (ep 15), Hombre viejo (ep 20), Domador de animales salvajes (eps 23-24)
- Genshiken - Otaku A (ep 3), Presidente del Consejo Estudiantil (ep 5)
- Godannar Season 2 - Sugiyama
- Midori Days - Maestro de Qi Gong master (ep 11)
- Naruto - Toki (ep 210)
- Rockman.EXE Stream - PrisMan.EXE, Ken
- Saiyuki Gunlock - Bozu
- Samurai 7
- ToHeart ~Remember My Memories~ - Árbitro (ep 5)
- Uta∽Kata - Ryo (ep 2), Turista (ep 7)
- Yakitate!! Japan - Examinador, Guardia #2 (ep 41)
- Zatch Bell! (Gofure)

2005
- AIR - Yukito Kunisaki, Sora
- Gokujō Seitokai - Yuuichi Kimizuka
- Blood+ - Sorimachi (eps 7 y 15)
- Eyeshield 21 - Kengo Mizumachi
- Fushigiboshi no Futagohime - Aaron
- Ginga Densetsu Weed - Kite
- Honey and Clover - Narrador (ep 3), Estudiante C (ep 4), Matsuda Ichiro (ep 12), Estudiante B (ep 15), Maestro de las tostadas (ep 18)
- Jigoku Shōjo - Masaya Kataoka (ep 11)
- Kōchū Ōja Mushikingu - Kakaro
- Noein: To Your Other Self - Enra
- Oden-kun - Konnya-kun
- Rozen Maiden ~träumend~ - Enju
- Starship Operators - Gotou (ep 1)

2006
- Bleach - Mabashi
- Gift (novela visual)#Anime|Gift 〜eternal rainbow〜 - Sakaguchi
- Glass Fleet - Muñeco A (ep 6)
- Higurashi no Naku Koro ni - Mamoru Akasaka
- Kashimashi ~Girl Meets Girl~ - Asuta Soro
- Mamoru-kun ni Megami no Shukufuku o! - Maya Sudou
- Nerima Daikon Brothers - Jefe de gánsteres (ep 4)
- Night Head Genesis - Beta
- Rec - Yoshio Hatakeda
- Red Garden - Nick
- Suzumiya Haruhi no Yūutsu - Itsuki Koizumi[4]
- Witchblade - Osada

2007
- Dragonaut: The Resonance - Jin Kamishina
- Engage Planet Kiss Dum - Shū Aiba
- Genshiken Season 2 - Presidente del Consejo Estudiantil (ep 7)
- Higurashi no Naku Koro ni Kai - Mamoru Akasaka (eps 1 y 7)
- Idolmaster: Xenoglossia - Naraba Daidō
- Kaze no Stigma - Kazuma Yagami
- Kotetsushin Jeeg - Kenji Kusanagi
- Lucky ☆ Star - Daisuke Ono (él mismo) (eps 20 y 21)
- Mahō Shōjo Lyrical Nanoha StrikerS - Verossa Acous
- Minami-ke - Hosaka[5]
- Rental Magica - Kagezaki
- Seto no Hanayome - Kai Mikawa
- Shinigami no Ballad - Matsumoto (ep 6)
- Shinkyoku Sōkai Polyphonica - Akatsuki Dirrane

2008
- Chaos;Head - Daisuke Misumi
- Toshokan Sensō - Hikaru Asahina
- Kuroshitsuji - Sebastian Michaelis[6]
- Minami-ke: Okawari - Hosaka[7]
- Monochrome Factor - Akira Nikaidou
- Neo Angelique Abyss - Hyuga
- Wagaya no Oinari-sama - Ebisu
- Yozakura Quartet - Kyōsuke Kishi

2009
- 11eyes - Kakeru Satsuki
- Clannad: After Story - Sasaki
- Slap-up Party: Arad Senki - Danjin
- Hanasakeru Seishōnen - Eugene Alexander du Volcan
- Minami-ke: Okaeri - Hosaka[8]
- Miracle☆Train ~Ōedo-sen e Yōkoso~ - Izayoi Tsukishima
- Pandora Hearts - Jack Vessalius
- Sora o Kakeru Shōjo - Shigure Shinguji
- Sora no Manimani - Musa (ep 9)
- Sora o Miageru Shōjo no Hitomi ni Utsuru Sekai - Munto
- Suzumiya Haruhi no Yūutsu 2009 - Itsuki Koizumi[4]
- Umineko no Naku Koro ni - Battler Ushiromiya

2010
- Blood Jewel - Jack Jeckers
- Densetsu no Yūsha no Densetsu - Sion Astal
- Durarara!! - Shizuo Heiwajima[9]
- Fortune Arterial - Kohei Hasekura
- Giant Killing - Luigi Yoshida
- Kuroshitsuji II - Sebastian Michaelis[6]
- Psychic Detective Yakumo - Yakumo Saito
- Tono to Issho - Kagetsuna Katakura
- Uragiri wa Boku no Namae o Shitteiru - Hotsuma Renjou
- WORKING!! - Jun Satō[10]

2011
- Ao no Exorcist - Arthur Auguste Angel
- A Channel - Profesor Satō, Estudiante A
- Dantalian no Shoka - Huey[11]
- Deadman Wonderland - Nagi Kengamine
- Dog Days - General Bernard
- Kami-sama no Memo-chō - Yondaime
- Kyōkai Senjō no Horizon - Tenzou Crossunite[12]
- Mobile Suit Gundam AGE - Woolf Enneacle
- Tono to Issho: Gantai no Yabō - Kagetsuna Katakura
- WORKING'!! - Jun Satō[10]
- Bleach - Tsukishima Shūkuro
- Saint Seiya: The Lost Canvas - Hades Mythology - Manigoldo de Cancer

2012
- AKB0048 - Ushiyama
- Brave 10 - Kirigakure Saizō
- K-Project - Kuroh Yatogami
- Kuroko no Basket - Shintarō Midorima
- Magi: The Labyrinth of Magic! - Sinbad
- Kyōkai Senjō no Horizon - Tenzou Crossunite, Hassan Fullbush
- Muv-Luv Alternative: Total Eclipse - Yuuya Bridges
- New Prince of Tennis - Kazuya Tokugawa
- Papa no Iukoto o Kikinasai! - Kouichi Nimura
- Shirokuma Cafe - Llama

2013
- Karneval - Hirato
- Minami-ke: Tadaima - Hosaka
- Tamako Market - Kaoru Hanase
- Kakumeiki Valvrave - Cain
- Shingeki no Kyojin - Erwin Smith
- Uta no Prince-sama: Maji Love 2000% - Sumeragi Kira
- Brothers Conflict - Subaru Asahina
- Magi: The Labyrinth of Magic! - Sinbad
- Kuroko no Basket 2 - Shintarō Midorima

2014
- JoJo's Bizarre Adventure - Jotaro Kujo
- Noragami - Daikoku
- Kamigami No Asobi - Hades Idoneus
- Kuroshituji: Book Of Circus - Sebastian Michaelis
- Gekkan Shōjo Nozaki-kun - Mitsuya Maeno
- Barakamon - Seishū Handa
- Gugure! Kokkuri-san - Kokkuri-san

2015
- Sengoku Musou - Sanada Noboyuki
- Durarara!!x2 Shou - Shizuo Heiwajima
- Kuroko no Basket 3 - Shintarō Midorima
- The Disappearance of Nagato Yuki-chan Itsuki Koizumi
- Working!!! - Satou Jun
- Yamada-kun to 7-nin no Majo - Ushio Igarashi
- Shingeki! Kyojin Chūgakkō - Erwin Smith
- Dog Days - Bernard Sabrage
- JoJo's Bizarre Adventure: Stardust Crusaders Egypt Arc - Jotaro Kujo
- K: Return of Kings - Kuroh Yatogami
- Noragami Aragoto - Daikoku
- Osomatsu-san - Jyushimatsu Matsuno
- Owari no Seraph - Norito Goshi
- Uta no☆Prince-sama♪ Maji Love Revolutions - Sumeragi Kira

2016
- 91 Days - Vanno Clemente
- Dimension W - Kyōma Mabuchi
- Drifters - Butch Cassidy
- JoJo's Bizarre Adventure: Diamond is Unbreakable - Jotaro Kujo
- Norn9 - Natsuhiko Azuma
- Oshiete! Galko-chan - Supoo
- Prince of Stride: Alternative - Heath Hasekura
- Sekkō Boys - Mars
- Trickster – Edogawa Rampo 'Shōnen Tantei-dan' Yori - Kogorō Akechi
- Watashi ga Motete Dōsunda - Lord
- Servamp - Yumikage Tsukimitsu
- B-Project: Kodou*Ambitious - Tomohisa Kitakado
- Tales of Zestiria the X - Dezel
- Uta no Prince-sama Maji LOVE Legend Star - Sumeragi Kira
- Durarara!! X2 Ten - Heiwajima Shizuo
- Durarara!!X2 Ketsu - Heiwajima Shizuo
- Days - Kimishita Atsushi
- Saiki Kusuo no Psi-nan - Nendō Riki

2017
- Fūka - Nobuaki Yahagi (eps 3,4,7)
- Fukumenkei Noise - Yoshito "Haruyoshi" Haruno
- Katsugeki: Touken Ranbu - Sakamoto Ryōma
- Kino no Tabi -the Beautiful World- - Kino -original-
- Kobayashi-san Chi no Maid Dragon - Fafnir
- Ōshitsu Kyōshi Haine - Eins von Glanzreich
- Shingeki no Kyojin - Erwin Smith
- Shōkoku no Altair - Doge Antonio Lucio
- Tsurezure Children - Hideki Yukawa
- Osomatsu-san 2 - Jyushimatsu Matsuno
- Kekkai Sensen & Beyond - Mayordomo Philip Lenore
- Black Clover - William Vangeance

2018
- Hakata Tonkotsu Ramens - Zenji Banba
- JoJo's Bizarre Adventure: Vento Aureo - Jotaro Kujo
- Rokuhōdō Yotsuiro Biyori - Gregorio "Gure" Valentino
- Nanatsu no Taizai Season 2 - Drole
- Kishuku Gakkou no Juliet - Airu Inzuka
- Hataraku Saibō - Célula T asesina
- Gakuen Babysitters - Keigo Saikawa

2019
- Bem - Helmut Felt
- Bungō Stray Dogs 3 - A "Ace"
- Mairimashita! Iruma-kun - Naberius Callego

2020
- Somali to Mori no Kamisama - Golem
- Olympia Kyklos - Demetrios
- Tower of God - Phonsekal Laure
- Fire force - Pan ko paat

2021
- JoJo's Bizarre Adventure: Stone Ocean - Jotaro Kujo
- Kemono Jihen - Mihai
- Bakuten!! - Masamune Shichigahama
- Tokyo Revengers - Yasuhiro Mutou
- Kaginado - Yukito Kunisaki
- Mairimashita! Iruma-kun 2nd season - Naberius Callego

2022
- Tribe Nine - Hanafuda Sakura
- Tomodachi Game - Banri Niwa

2023
- Higeki no Genkyō to naru Saikyō Gedō Last Boss Joō wa Min no tame ni Tsukushimasu - Callum
- High Card - Theodore Constantine Pinochle
- MF Ghost - Shun Aiba

2024

### Web Anime
| Lista de roles interpretados |
| --- |
| 2009 - Suzumiya Haruhi-chan no Yūutsu (Itsuki Koizumi) - Nyorōn Churuya-san (Itsuki Koizumi, Cliente [ep 5]) 2010 - Starry Sky (Suzuya Tohzuki) |

### OVAs
| Lista de roles interpretados |
| --- |
| - Baldr Force Exe Resolution (Yosuke Kashiwari) - Beelzebub OVA (Shintaro Natsume) - Detective Conan: Hyōteki wa Kogoro! Shōnen Tanteidan Maruchichōsa (Masaya Murakami) - Generation of Chaos OVAs (Alfred) - Generation of Chaos 3 〜Seal of Time〜 Session.1 - Generation of Chaos 3 〜Seal of Time〜 Session.2 - Gunbuster 2 (Operador B, Governador) - Higurashi no Naku Koro ni Rei (Mamoru Akasaka) - Kamen Rider Den-O Collection DVD: "Imagin Anime" (Teddy) - Kuroshitsuji: Book Of Murders (Sebastian Michaelis) - Karas (Ken) - Mahō Sensei Negima! OVA (Kunel Sanders) - Mahō Sensei Negima! ~Shiroki Tsubasa Ala Alba~ - Mahō Sensei Negima! ~Mō Hitotsu no Sekai~ - Majokko Tsukune-chan (Kuma) - Memories Off (Ishū Sagisawa) - Memories Off 3.5 To the Distant Memories vol. 1 & 2 - Memories Off 3.5 The Moment of Wishing vol. 2 - Minami-ke: Betsubara (Hosaka) - Mizuiro (Padre de Kenji) - Mobile Suit Gundam SEED C.E. 73: Stargazer (Sven Cal Bayan) - Saint Seiya: The Lost Canvas (Cancer Manigoldo) - Seto no Hanayome OVA (Kai Mikawa) - Shina Dark (Exoda Cero Crown) - Tono to Issho (Kagetsuna Katakura) - Ultra Maniac (Chico) - VitaminX Addiction (Hajime Kusanagi) - Yozakura Quartet ~Hoshi no Umi~ (Kyōsuke Kishi) - Zombie-Loan (Shuuji Tsugumi) |

### Películas de anime
| Lista de roles interpretados |
| --- |
| 2005 - Black Jack: The Two Doctors of Darkness (Personal de emergencia) 2008 - Major: Yūjō no Winning Shot (Arthur) 2009 - Tenjōbito to Akutobito Saigo no Tatakai (Munto) 2010 - Bungaku Shōjo, Película (Kazushi Akutagawa) - Suzumiya Haruhi no Shōshitsu (Itsuki Koizumi) 2011 - Buddha (Channa) 2012 - Nerawareta Gakuen (Ryouichi Kyougoku) 2014 - Shin Gekijō-ban Initial D Legend 1 (Ryōsuke Takahashi) 2016 - Gantz: O (Masaru Katō) - Kono Sekai no katasumi ni (Tetsu Mizuhara) 2017 - Kuroshitsuji Book Of Atlantic (Sebastian Michaelis) - Gakuen Babysitters (Saikawa Keigo) - Kuroko no Basket: Last Game (Shintarō Midorima) - Planetarian: ~Hoshi no Hito~ (Kuzuya - visitante) 2020 - Digimon Adventure: Last Evolution Kizuna (Kyōtarō Yamada/Kyotaro Imura) |

### Videojuegos
| Lista de roles interpretados |
| --- |
| - 11eyes CrossOver (Kakeru Satsuki) - Angelique: Maren no Roku Kishi (Yuujin) - Armored Core 4 (Amazigh) - Bravely Default (Victor S. Court) - Brother Conflict - Brothers Conflict Passion Pink (Subaru) - Brothers Conflict Brilliant Blue (Subaru) - Captain Tsubasa: Dream Team (Bryan Cruyfford) - Chaos;Head (Daisuke Misumi) - Clepsydra ~Hikari to Kage no Jujika~ (Catequista, Misionario) - Cross Edge (Rozeluxe Meitzen) - Daemon Bride (Licht Wulfstan Schwarz/Zadkiel) - Datenshi No Amai Yuuwaku X Kaikan Phrase (Hitoshi Takayama) - Dear Girl 〜Stories〜 Hibiki Hibiki Tokkun Daisakusen (OnoD (Daisuke Ono)) - DEAR My SUN!! 〜Musuko★Ikusei★Kyōsōkyoku〜 (Fuuto Shido (Amistoso)) - Dororo (Kanekozo) - Drastic Killer (Kaito Tachibana) - Duel Love (Kyoji Takigawa) - Durarara!! 3way standoff (Shizuo Heiwajima) - Enkaku Sousa: Shinjitsu he no 23 Nichikan (Kouji Saito) - E'tude prologue -Yureugoku Kokoro no Katachi- (Yuzuru Sawato) - Final Fantasy - Final Fantasy XIII (Snow Villiers) - Final Fantasy Type-0 XIII (Nine) - Full House Kiss - Full House Kiss (Riku Kujou) - Full House Kiss 2 (Riku Kujou, Takayuki Nakaizumi) - Fuun Bakumatsuden (Sakamoto Ryōma) - Genshin Impact (Wriothesley) - Gundam - Mobile Suit Gundam Seed Destiny: Rengou vs. Z.A.F.T. II P.L.U.S. (Sven Cal Payang) - Mobile Suit Gundam: MS Sensen 0079 (Klaus Beltran) - .hack//link (Albireo) - Hakuōki: Kyoto Winds (Sakamoto Ryōma) - Hanayoi Romanesque: Ai to Kanashimi - Sore wa Kimi no Tame no Aria (Rentaro Hosho) - Higurashi no Naku Koro ni (Mamoru Akasaka) - Higurashi no Naku Koro ni Matsuri - Higurashi no Naku Koro ni Matsuri: Kakera Asobi - Higurashi no Naku Koro ni Matsuri: Kakera Asobi Append Edition - Higurashi no Naku Koro ni Kizuna: Dainikan Sō - Higurashi no Naku Koro ni Kizuna: Daisankan Rasen - Higurashi no Naku Koro ni Kizuna: Daiyonkan Kizuna - Higurashi Daybreak Portable - Higurashi Daybreak Portable Mega Edition - Honkai Star Rail (Jing Yuan) - Hoshi no Furutoki (Shun Alima) - Houkago no Love Beat (Itsuki Tsukuwano) - Ijiwaru My Master (Evans) - Itsuka Furu Yuki (Takasaka) - JoJo's Bizarre Adventure: All Star Battle (Jotaro Kujo) - JoJo's Bizarre Adventure: Eyes of Heaven (Jotaro Kujo) - Kamen Rider Battle: Ganbaride (Machetedi) - Kamiwaza (Ebizou) - Kengo ZERO (Sakamoto Ryōma) - KoiGIG〜DEVIL×ANGEL〜 (Shuu) - Kuroshitsuji: Phantom & Ghost (Sebastian Michaelis) - League of Legends (Viktor) - Little Aid (Yuzuru Sawato) - Luminous Arc 3 (Refi) - Mahou Tsukai to Goshujin-Sama New Ground 〜Wizard and the master〜 (Seras Dragoon) - Mana Khemia 2: Fall of Alchemy (Rozeluxe Meitzen) - Mario & Sonic at the Olympic Winter Games (Silver the Hedgehog) - Mizu no Senritsu (Masatsugu Kirihara) - Mizu no Senritsu - Mizu no Senritsu 2: Tsūhi no Kioku - Monochrome Factor Cross Road (Akira Nikaidou) - Muvluv Alternative Total Eclipse (Yūya Buriajisu) - Neo Angelique (Hyuga) - Neo Angelique - Neo Angelique Full Voice - Neo Angelique Special - Ōgon Musōkyoku (Battler Ushiromiya) - Ōgon Musōkyoku X (Battler Ushiromiya) - Onimusha 3: Demon Siege (Soldados franceses) - Osomatsu-san: Hesokuri Wars (Jyushimatsu Matsuno) - Panic Palette (Yuzuru Sawato) - Panic Palette - Panic Palette Portable - Petit Four (Seiji Kakizaki) - Planetarian: Chiisana Hoshi no Yume (Junker) - Princess Nightmare (Ichirouta Inukai) - Renai Bancho Inochi Mijikashi Koi seyo Otome! Love is Power (Gamberro Misterioso) - Rozen Maiden Gebetgarten (Enju) - Rohan: Blood Feud (Medio-Elfo) - Sengoku Basara (Enemigos) - Sengoku Basara 2 - Sengoku Basara 2 Heroes - Senko no Ronde DUO (Jasper Hilquit Hongo) - Shining Force Feather (Bail) - Sigma Harmonics (Kurogami Shiguma) - Skullgirls' (Beowulf) - Sonic the Hedgehog (Silver the Hedgehog) - Sonic the Hedgehog (2006) - Sonic Rivals - Sonic y los Anillos Secretos - Sonic Rivals 2 - Sonic Riders: Zero Gravity - Sonic & the Black Knight - Sonic Colors - Sonic Free Riders - Starry Sky (Tohzuki Suzuya) - Starry☆Sky 〜in Spring〜 - Starry☆Sky 〜in Spring〜 Portable - Starry☆Sky 〜After Spring〜 - Street Fighter IV (El Fuerte) - Summon Night Gran-Thesis: Horobi no Ken to Yakusoku no Kishi (Scar Ibel) - Suzumiya Haruhi (Itsuki Koizumi) - Suzumiya Haruhi no Yakusoku - Suzumiya Haruhi no Tomadoi - Suzuimya Haruhi no Gekidou - Suzumiya Haruhi no Heiretsu - Suzumiya Haruhi no Chokuretsu - Suzumiya Haruhi no Tsuisou - Suzumiya Haruhi-chan no Mahjong - TAKUYO Mix Box 〜First Aniversary〜 (Yuzuru Sawato) - Tales of Vesperia (Harry, Taigur) - Tales of Zestiria (Dezel) - Tatsunoko vs. Capcom: Ultimate All Stars (Casshern) - Tensei Hakkenshi Fuumaroku (Makoto Kaiba) - The King of Fighters 2002: Unlimited Match (Anunciador, Nameless) - The Last Remnant (David Nassau) - To Heart 2 - Tokyo Bus Guide 2 (Pasajero A1〜M3) - True Fortune (Masato Kinoshita) - Umineko no Naku Koro ni ~Majo to Suiri no Rondo~ (Battler Ushiromiya) - Ys I & II: Eternal Story (Goto) - Uragiri wa Boku no Namae o Shitteiru ~Tasogare ni Ochita Inori~ (Hotsuma Renjou) - Vitamin (Hajime Kusanagi) - VitaminX - VitaminX Evolution - VitaminY - VitaminZ - VitaminZ Revolution - VitaminX Evolution Plus - Wangan Midnight (Tatsuya) - Way of the Samurai (Don Donatelouse) - Way of the Samurai 3 (Umemiya Shinnosuke) |

### Doblaje
| Lista de roles interpretados |
| --- |
| - Black Hawk Down (Ed Yurek) - Callas Forever (Marco) - Diagnosis: Murder (Dr. Jesse Travis) - Fat Choi Spirit (Louis Koo) - Glee (Finn Hudson) - Hotelier (Choi Young-jae) - K-19: The Widowmaker (Andrei Pritoola) - Malcolm in the Middle (Eric Hansen) - Ninja Assassin (Raizo) - The O. C. (Ryan Atwood) - Ultimate Force (Sergeant Pete Twamley) - W.I.T.C.H. (Lord Cedric) - X-Men: Evolution (Alex Summers) - Barbie (Ken rival) |

### Live
| Lista de programas / eventos |
| --- |
| 2003 - Mausu Promotion Dai 1 Hon Koen "Yukai" (Fecha de salida: 2006) 2004 - Air ~prelude~ (Entrevistas con el personal) 2005 - Air MEMORIES (Entrevistas con el personal) - ETERNAL VALENTINE in HOTEL MAUSU (Fecha de salida: 2006) - Mausu Promotion Dai 3 Hon Koen "Sakura no Ta" (Fecha de salida: 2006) 2006 - Neo Romance A la Mode 2 - Neo Romance♥Festa Ange Butokai (Fecha de salida: 2007) 2007 - Full House Kiss Shokei Festival 2007 - Neo Romance Live Hot! 10 Countdown Radio II ROCKET★PUNCH! 3 - Neo Romance♥Live Summer 2007 - Princess Nightmare Rōdoku Geki "Yamiyo no Nemuru Shōjo no Romance" - STARCHILD Presents 〜Starchild Collection〜 - Suzumiya Haruhi no Gekisō - Vitamin X Ikuzee! Tokimeki ★ Full Burst 2008 - Full House Kiss Shokei Festival 2008 - Dai 2 Kai Seiyu Awards Eikyu Hozon Ban Official DVD - Jusho Shiki kara Butai Uta made Jushosha Tachi no Kandoki - Kōtetsu Sangokushi Kageki Butai - Shinku no Tamashi Yomigaerishi Toki - Original Entertainment Paradise "OREPARA" 2008 LIVE DVD - Vitamin X Ikuzee! Tokimeki ★ Full Burst EVOLUTION 2009 - Big Gundam Expo Special Stage Best Selection DVD - Kuroshitsuji "Sono Shitsuji, Shuushou ~Saigo no Bansan wo Anata to Tomo ni~" - Lucky Star in Budokan Anata no Tame Dakara - Minami-ke! 5 no 2! Utamatsuri Dayo! Hokago Daibakuhatsu!! - Neo Angelique Special Arcadia Holiday - Neo Romance 15th Anniversary - Original Entertainment Paradise "OREPARA" 2009 LIVE DVD 2010 - Event DVD - Dengeki Bunko Akifuyu no Jin de Durarara Lovers in Nakano (Fecha de salida: 2011) - Kuroshitsuji "Sono Shitsuji, Kyoso ~Akai Valentine~" Event DVD" - Neo Romance♥Festa Neo Angelique Tairiku Sai Jiten - Original Entertainment Paradise "OREPARA" 2010 LIVE DVD - Uragiri wa Boku no Namae o Shitteiru Event DVD - Walpurgis no Utage Event - Vitamin XtoZ Ikuzee! Kyuukyoku★Explosión - Wagnaria - Natsu no Daikanshasai (Fecha de salida: 2011) |

### Tokusatsu
| Lista de Tokusatsus y roles |
| --- |
| - Franquicia Kamen Rider (Voz de Teddy) - Saraba Kamen Rider Den-O: Final Countdown - Cho Kamen Rider Den-O & Decade Neo Generations: The Onigashima Warship - Kamen Rider × Kamen Rider × Kamen Rider The Movie: Cho-Den-O Trilogy - Episode Blue: The Dispatched Imagin is Newtral - OOO, Den-O, All Riders: Let's Go Kamen Riders |

### Radio
| Lista de programas |
| --- |
| - VOICE STATION〜HOTEL MAUSU〜 (noviembre de 2003, junio y julio de 2005) - Kamiya Hiroshi・Ono Daisuke no DearGirl〜Stories〜 (7 de abril de 2007 - Actualidad, Nippon Cultural Broadcasting) - Ono Daisuke・Kondō Takayuki no Yume Bōken 〜Dragon&Tiger (9 de julio de 2011 - Actualidad, Nippon Cultural Broadcasting) Radio por Internet - Neoromance・Live HOT! 10 Count down Radio II Huu! (2 de mayo - 21 de noviembre de 2007) - Ono Daisuke no GIG ra Night! (6 de abril de 2007 - 28 de marzo de 2008, RADIO Kansai, Ltd.) - Lucky ☆ Channel (agosto de 2007, Emisión 34 y 35, RADIO Kansai, Ltd.) - Neo Angelique Abyss 〜Hidamari Tei e Yokoso〜 (21 de marzo - 17 de octubre de 2008, Lantis Web Radio) - Kuroshitsuji Phantom Midnight Radio <Black Side> (18 de septiembre de 2008 - 3 de diciembre de 2009, Animate TV) - Kuranoa (9 de enero de 2009 - 24 de diciembre de 2010, Sitio web oficial) - Densetsu no Yūsha no Densetsu no Radio (21 de mayo - 24 de diciembre de 2010, Animate TV) |

### Canciones
- Maggaare Spectacle (Suzumiya Haruhi) Espectáculo Retorcido
- Hare Hare Yukai (Itsuki's Version , Suzumiya Haruhi ) Soleada Soleada Alegría
- Tada no Himitsu (Suzumiya Haruhi ) Solo un Secreto
- Tsumaranai Hanashi Desu yo to Boku wa lu (Suzumiya Haruhi) Es una Conversación Aburrida
- Tsugarukaikyou Fuyugeshiki (Durarara!!) Heiwajima Shizuo Character CD
- Get A chance! (Mahou Sensei Negima "Mou Hitotsu No Sekai") Obtener una Oportunidad
- Aru shitsuji no nichijou (Sebastian Michaelis "Kuroshitsuji" Character song CV: Ono Daisuke.)
- Key (Shinrei Tantei Yakumo)Opening
- Kinmokusei
- Netsuretsu ANSWER
- You Will Rule The World (Sebastian Michaelis "Kuroshitsuji" Character song CV:  Ono Daisuke.)
- Lunar Maria OP Game Kamigami No Asobi
- Ai wa Yaoyorozu (Noragami:Daikoku&Kofuku)

## Discografía
|   | Fecha de salida         | Título                           | Tipo      | Notas                                         |
| - | ----------------------- | -------------------------------- | --------- | --------------------------------------------- |
| 1 | 27 de junio de 2007     | Hinemosu (ひねもす?)             | Miniálbum |                                               |
| 2 | 1 de enero de 2008      | Amaoto (雨音?)                   | Sencillo  |                                               |
| 3 | 6 de agosto de 2008     | Manatsu no Spica (真夏のスピカ?) | Sencillo  |                                               |
| 4 | 25 de febrero de 2009   | Kazahana (風花?)                 | Álbum     |                                               |
| 5 | 9 de septiembre de 2009 | Kinmokusei (キンモクセイ?)       | Sencillo  |                                               |
| 6 | 22 de diciembre de 2010 | Netsuretsu ANSWER (熱烈ANSWER?)  | Sencillo  | Tema de cierre del anime Battle Spirits Brave |